# 4015 Wilson-Harrington
Wilson-Harrington (asteroide 4015, com a designação provisória 1979 VA) é um asteroide cruzador de Marte. Possui uma excentricidade de .6235895542186366 e uma inclinação de 2.7846º.
Este asteroide foi descoberto no dia 15 de novembro de 1979 por Eleanor F. Helin no Observatório Palomar.